# Suramina sódica
Suramina es el nombre de un medicamento antihelmíntico, desarrollado en Alemania en 1916 y aún en el mercado, indicado para el tratamiento de la tripanosomiasis africana. Ha sido usado también para tratar la oncocercosis.
Algunas investigaciones han encontrado interés en la suramina para el tratamiento del cáncer de próstata.

## Composición
La fórmula molecular de la suramina es C51H34N6O23S6, cuya disposición atómica la hace una molécula simétrica, en el centro del cual se encuentra la urea (NH-CO-NH). La suramina contiene 8 anillos de benceno, 4 de los cuales se fusionan en pares (formando naftaleno), 4 grupos amida, además de la molécula de urea y seis grupos sulfónicos. Cuando se administra el fármaco por lo general contiene seis iones de sodio formando una sal con los seis grupos sulfónicos. 

## Farmacocinética
La suramina es administrada por una inyección intravenosa cada semana por seis semanas, a una dosis por inyección de 1 g. 
Las reacciones adversas más frecuentes son náuseas y vómitos. Alrededor del 90% de los pacientes tendrá un sarpullido o urticaria (como si fuera una hiedra venenosa) que desaparece a los pocos días sin necesidad de interrumpir el tratamiento. Hay más de un 50% de posibilidad de daños corticosuprarrenales, pero solo una proporción muy pequeña de tales incidentes requieren reemplazo de corticosteroides por toda la vida. Es común que los pacientes sientan una sensación de cosquilleo u hormigueo de la piel con el uso de la suramina. La suramina provocará nubosidad inofensiva de la orina y no debe ser causa de alarma. 
Muy infrecuentemente se ha reportado daño renal y dermatitis exfoliativa.

## Otros posibles usos
La  suramina también se utiliza en ciertas investigaciones como antagonista de amplio espectro de los receptores P2 y agonista de los receptores rianodin, que son canales liberadores de calcio en el sarcómero muscular.
También se ha investigado su efecto sobre la telomerasa, y últimamente su estudio sobre el autismo.